# Cirque de Navacelles

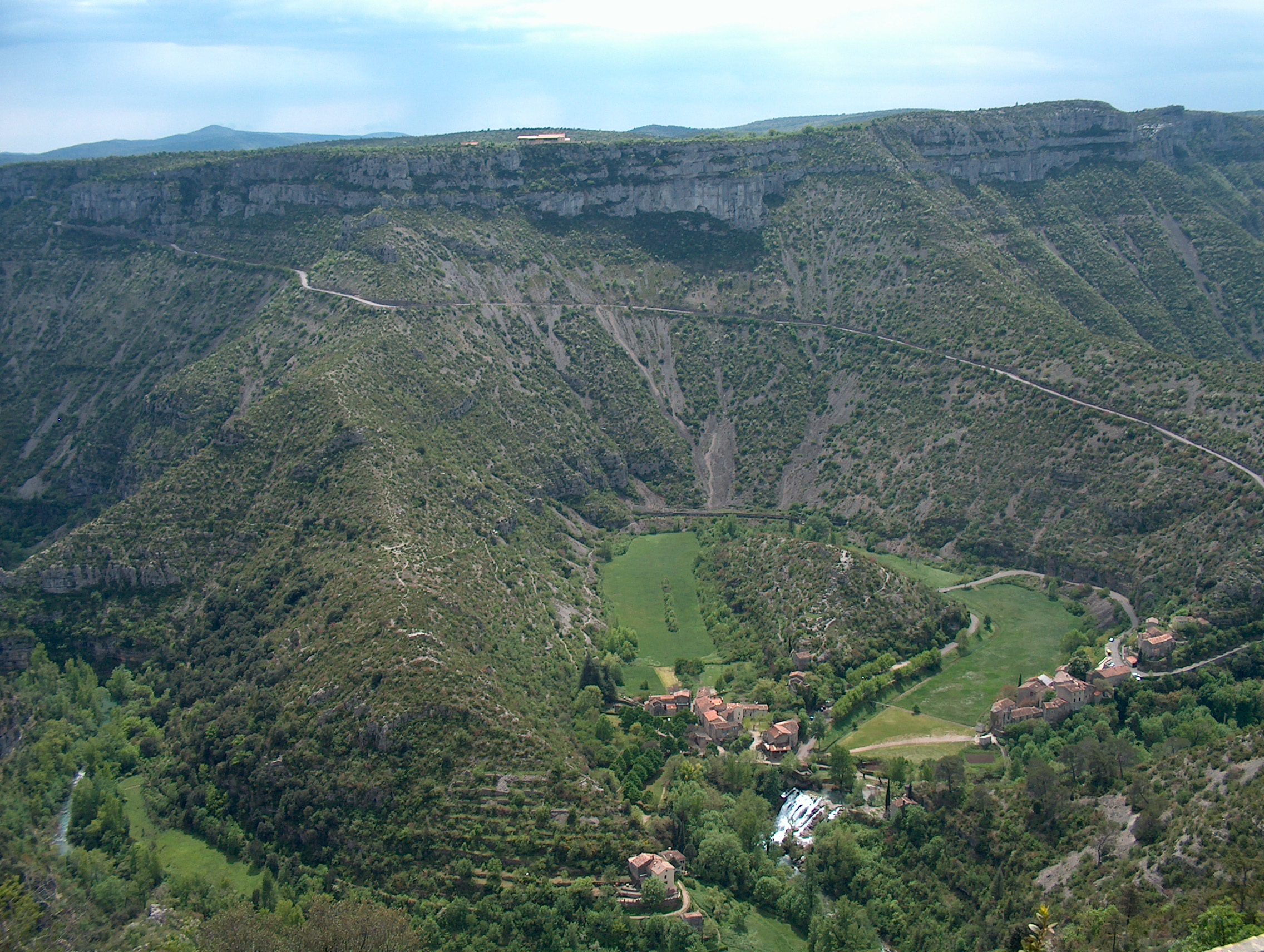
Altarm und Umlaufberg des Flusses Vis mit dem Dorf Navacelles

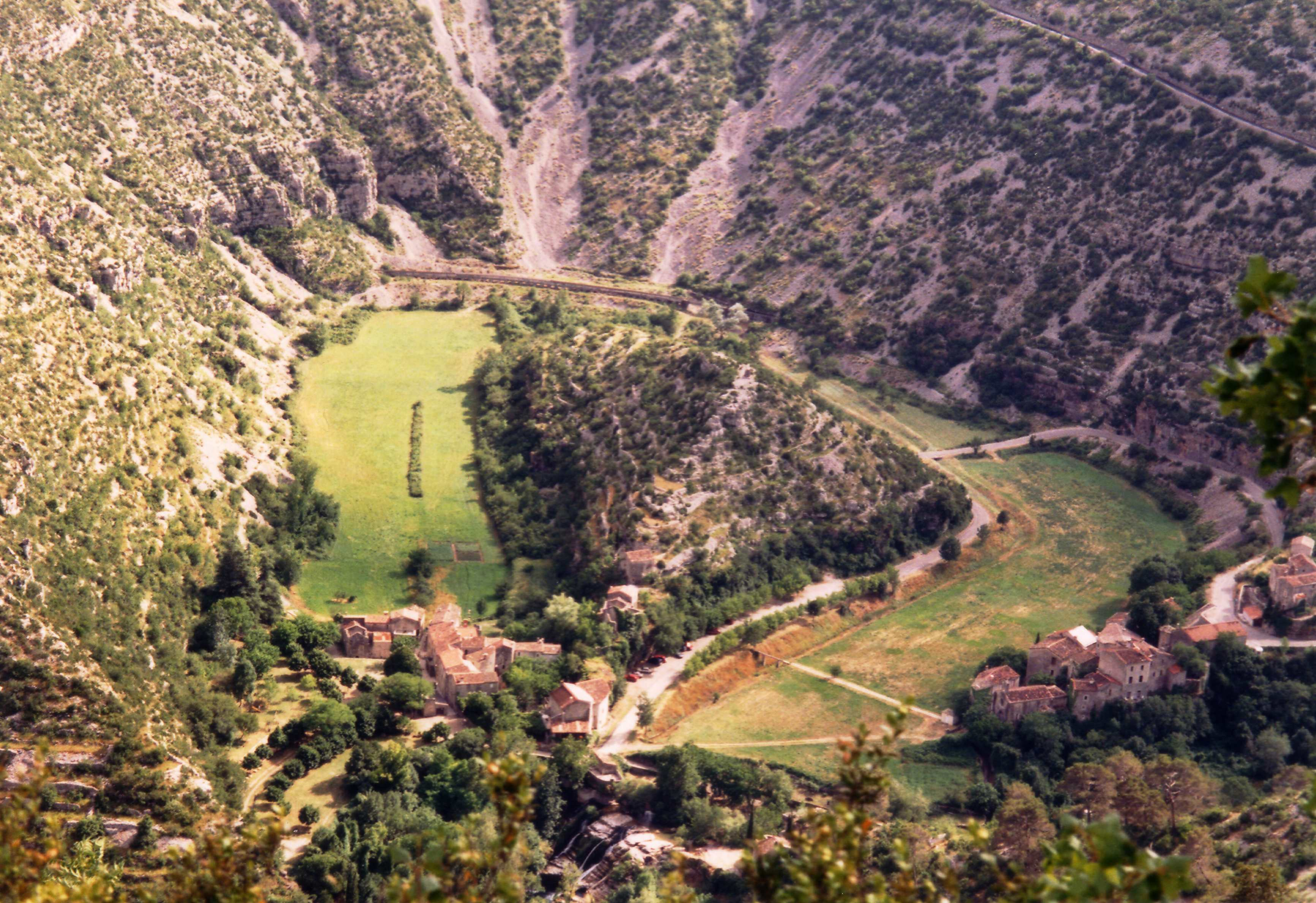
Andere Ansicht des Umlaufberges mit der Straße nach Navacelles

Der Cirque de Navacelles ist eine große Karformation in Okzitanien im Süden von Frankreich, südlich des Zentralmassivs, die durch Erosion entstanden ist. Er liegt in der Nähe von Saint-Maurice-Navacelles im Département Hérault.
Der Cirque liegt im Gebiet der Causses und der Cevennen, 2011 erhielt der Talkessel die Auszeichnung der UNESCO als Kulturerbe der Menschheit. Beim Dorf Navacelles befindet sich ein öffentlicher botanischer Lehrpfad.
Der Cirque de Navacelles liegt ziemlich abgelegen im Hinterland des Languedoc und kann von Süden her über die A75 erreicht werden. Durch die Eröffnung des Viaduc de Millau hat sich die Anreise deutlich verkürzt und der Tourismus ist dadurch merklich stärker geworden.